# میک جونز (بازیکن فوتبال، زاده ۱۹۴۷)
میک جونز (انگلیسی: Mick Jones؛ زادهٔ ۲۴ مارس ۱۹۴۷) بازیکن فوتبال اهل بریتانیا است.
از باشگاه‌هایی که در آن بازی کرده‌است می‌توان به باشگاه فوتبال دربی کانتی، باشگاه فوتبال پیتربورو یونایتد، باشگاه فوتبال کترینگ تاون، و باشگاه فوتبال نوتس کانتی اشاره کرد.